# Julien Boisvert
Julien Boisvert est une série de bande dessinée écrite par Dieter et dessinée par Michel Plessix avec des couleurs d'Isabelle Rabarot. Ses quatre volumes ont été publiés entre 1989 et 1995 par Delcourt.
Pour certains analystes de la série, celle-ci est « une relecture subtile de Tintin et de la vie d’Hergé ». Son quatrième tome a obtenu le prix du jury œcuménique de la bande dessinée lors du festival d'Angoulême 1996.
La série présente la vie de Julien Boisvert, qui passe d'une vie très pantouflarde dans sa jeunesse à plusieurs aventures, souvent involontaires, à travers le monde.

## Albums
- Julien Boisvert, Delcourt, coll. « Conquistador » :

1. Neêkibo (sorti en 1989, correspondant à Tintin au Congo[1])
2. Grisnoir (1991, correspondant à L'Île noire)
3. Jikuri (1992, correspondant à Tintin et le Temple du Soleil pour le décor, et à la période de la vie d'Hergé durant Tintin au Tibet pour l'histoire[1])
4. Charles (1995, correspondant au questionnement de l'engagement politique d'Hergé[1])

- Édition intégrale (1996) puis 2013 (réédition)[2]  (ISBN 2-84055-109-8)

## Neêkibo
1er album de la série de bande dessinée Julien Boisvert de Dieter et Michel Plessix. L'ouvrage est publié en 1989.

### Synopsis
Homme-enfant, peu porté sur l'aventure et le risque, ayant (selon son créateur) horreur de la nature, Julien Boisvert souhaite malgré tout partir vite et loin, loin de Paris, où sa mère, pianiste célèbre et envahissante, est revenue s'installer chez son fils... Chargé de relations publiques à l'OPIC (Office de Protection Internationale des Cultures), il se voit confier par son patron une mission à but humanitaire en Afrique, au "Nyasso" : prendre contact auprès de la tribu Fuldaabé, et surveiller son déplacement. Le voyage se termine mal, l'avion transportant les quelques passagers s'écrasant avant d'arriver à destination.
Dans le désert, alors que le pilote est parti chercher de l'aide, Julien et ses compagnons d'infortune, le copilote, Ashley Ashburry l'Anglais, et Herman de Beaurepaire, le représentant d'une grosse société pharmaceutique, doivent se résoudre à chercher de l'eau. C'est Julien qui est "chargé" de la mission, et qui découvre ce-faisant la tribu Fuldaabé, des pasteurs semi-nomades. Celle-ci recueille les ex-passagers, et Julien découvre une culture, une vie et des gens différents de ceux qu'il côtoyait jusqu'alors ; il devient un grand ami de Keebi, petite enfant fuldaabé. Cette manière de vivre, presque en dehors du temps et du reste du monde, fascine les survivants du crash, spécialement Julien.
Tombé (pour la première fois) amoureux d'une belle Fuldaabé, Djuma, qui l'a choisi comme compagnon, il se retrouve déchiré lorsque des militaires regroupent les Fuldaabé, sous prétexte de les aider à survivre, afin de les déporter vers la ville. Les troupeaux des Fuldaabé sont en effet victimes d'incendies de brousse, ce qui met leur survie en péril. Les Européens font partie du convoi, les militaires étant également envoyés pour les ramener ; seul de Beaurepaire reste sur place, en compagnie de quelques soldats.
Mais les "réfugiés", autant africains qu'européens, supportent mal la grossièreté des soldats et la violence dont ils font preuve : Julien manque d'en tuer un qui a tenté de violer Djuma. Les Fuldaabé décident finalement de fausser compagnie à la troupe, et réussissent, mais le copilote est tué durant l'échange de coups de feu qui s'ensuit. Alors que certains guerriers veulent combattre les soldats (qui les poursuivent), la majorité des nomades souhaite atteindre un refuge loin de leurs oppresseurs. Ceux qui souhaitent combattre se séparent alors du groupe, et sont supposés morts après un accrochage. Les autres atteignent enfin la capitale du pays, et les Fuldaabés sont envoyés en camps de réfugiés, ainsi qu'Ashley, qui s'est retrouvé sans papiers. Dans la capitale, Boisvert écrit son rapport pour dénoncer les évènements à son supérieur. De Beaurepaire vient alors à lui, et lui explique que pour favoriser l'utilisation de la région en y entreposant des déchets toxiques, il fallait faire partir les Fuldaabé. Les soldats allumaient les feux, et de Beaurepaire était chargé d'examiner les sites favorables à l'exploitation.
Boisvert, comprenant sans doute que le rapport est inutile (de Beaurepaire lui révèle que l'OPIC est partie prenante dans cette affaire), le déchire.

### Autour de l'album

#### Neêkibo
Ce terme est utilisé par Ardo, le chef de la tribu, pour surnommer Julien. Il signifie qu'il n'a pas encore grandi pour pouvoir être appelé par son nom d'homme.

#### Analyse
Selon certains analystes, la série est une tentative de « relecture subtile de Tintin et de la vie d’Hergé »
Cet album correspondrait au premier album couleur de Tintin, Tintin au Congo, et montrerait « la décolonisation et ses horreurs si Tintin/Hergé l’avait vécue/écrite. »

#### FulaaBe
Le nom de tribu "Fuldaabé" pourrait renvoyer par homophonie à une fraction  mauritanienne des Peuls, les FulaaBe.

## Grisnoir
2e album de la série de bande dessinée Julien Boisvert de Dieter et Michel Plessix. L'ouvrage est publié en 1991.

### Synopsis
Dans une pension de famille de Guernesey, la pension "Grisnoir", Julien (accompagné cette fois-ci de son chien Gilbert, qu'il est obligé de cacher) se repose de ses pérégrinations africaines. Il rencontre dans cette pension Molly Bloom, une belle Irlandaise, et Daniel, un petit garçon français qui est là avec son père ; il y a également là un homme en noir, qui n'aime pas les enfants. Julien, au contact de Daniel, est tourmenté par ses souvenirs d'enfance. Lorsque Daniel, délaissé pour une journée par son père, disparaît après une balade avec Julien, les pensionnaires découvrent que le petit est victime d'une guerre entre les deux parents au sujet de la garde. Le père de Daniel ne séjournait à la pension que pour échapper à la justice qui avait confié la garde de Daniel à sa mère.
Le père est arrêté par la justice anglaise, et confronté à son ex-femme. Mais Daniel ne reparaît pas. Julien, accompagné de Molly, dont il a découvert les activités pro-IRA et qui le séduit, tente de le retrouver. Il croise un prêtre organisateur de réseaux clandestins, et deux ornithologues assez mystérieux. Mais c'est en repensant à un album de BD que Daniel lisait, L'île noire, que Julien trouve la solution et va secourir Daniel, qui a fait une chute sur une île proche de Guernesey, et ressemblant fortement à celle décrite dans l'album. Après avoir fait soigner Daniel, Julien compte bien reprendre contact avec Molly.

### Analyse
Toujours dans le cadre de la relecture de Tintin et de la vie d'Hergé, cet album correspondrait à L'Île noire.

## Jikuri
3e album de la série de bande dessinée Julien Boisvert de Dieter et Michel Plessix. L'ouvrage est publié en 1992.

### Synopsis
Julien s'est installé au Mexique, dans le petit village de San Juanito. On apprend qu'il a été marié quelque temps avec Molly, durant quelques années, avant de décider, un beau jour, de partir sans un mot. Il vit là, dans le restaurant qu'il a ouvert, avec sa compagne Eléna, belle Mexicaine terriblement jalouse. Il continue pourtant à se chercher, prenant conseil auprès d'un shaman, Don Carlos, qui l'initie à la sagesse grâce au jikuri, une drogue légère.
L'irruption de Molly, qui lui demande de signer sa demande de divorce, et qui lui amène également son fils Charles, dont il ignorait l'existence, plonge à nouveau Julien dans les ennuis sentimentaux. De plus, de nombreux meurtres ensanglantent la population du village.
Julien découvre que c'est Don Carlos qui a commis ces meurtres, et que cela fait partie du rituel d'initiation de ses disciples : ceux-ci doivent ensuite le tuer afin de perpétrer le cycle. Julien refuse de commettre le meurtre, mais les autres disciples le neutralisent et tuent Don Carlos. Julien décide alors, commençant à se sentir moins perdu, de renouer avec Molly ; Eléna n'est pas d'accord, au point de vouloir tuer sa rivale en pleine rue. Arrêtée, elle est accusée des nombreux meurtres non élucidés.

### Autour de l'album

#### Jikuri
Le nom de "Jikuri" est utilisé pour désigner le peyotl, plante hallucinogène, dans la culture huichol au Nayarit.

#### Analyse
Dans le cadre de la relecture de Tintin et de la vie d'Hergé, cet album correspondrait à Tintin et le Temple du Soleil pour le décor, et à la période de la vie d'Hergé durant Tintin au Tibet pour l'histoire.

## Charles
4e album de la série de bande dessinée Julien Boisvert de Dieter et Michel Plessix. L'ouvrage est publié en 1995.

### Synopsis
Julien a finalement repris sa vie avec Molly au Mexique, entouré de ses deux enfants.  Ils s'occupent d'Eléna, en essayant de la faire sortir de prison le plus vite possible. C'est alors que la mère de Julien lui demande de partir à la recherche de son père, Charles. Celui-ci, qui les a abandonnés de nombreuses années auparavant, est réclamé par son propre père, mourant, en France. Julien découvre au fil de ses recherches qu'il habite aux États-Unis, en Arkansas.
Arrivé chez son père, Julien est animé de sentiments contraires. Tout d'abord à la fois heureux de le voir et lui reprochant l'abandon, il passe à d'autres préoccupations quand il voit comment Charles et ses amis traitent les Noirs de la ville. Très choqué, Julien entre dans le monde du Ku Klux Klan, du néo-fascisme, du White Power et de la suprématie blanche. Lorsqu'il tente de faire part d'un lynchage prévu aux autorités, son père l'intercepte juste à temps : les autorités locales sont également de la partie.
Charles explique alors à son fils le pourquoi de ses actions. Il est en fait membre d'une organisation qui lutte sous couverture contre les mouvements néo-fascistes. Déporté, c'est à la suite de sa découverte des camps de la mort qu'il ne put se réintégrer totalement dans la vie normale, et qu'il décida d'abandonner sa femme et son fils, afin de combattre toute forme de ségrégation. Il était également plein d'amertume envers son propre père, qui avait défendu ardemment la collaboration durant la Seconde Guerre mondiale.
Le jour où le mouvement doit faire une action en plein jour, les autorités fédérales, avec lesquelles Charles travaille également, décident d'arrêter les membres en flagrant délit. Charles et Julien, sous couvert de participer à l'action, sont chargés d'aider les agents fédéraux. Lors d'une course poursuite dans des entrepôts, Julien sauve la vie de son père.
Lorsqu'il le ramène enfin chez eux, Charles apprend que son père est déjà mort, et pleure dans les bras de son fils.

### Autour de l'album

#### Analyse
Toujours dans le cadre de la relecture de Tintin et de la vie d'Hergé, cet album correspondrait à ce que Tintin aurait découvert sur Hergé, au moment où il était accusé à la libération d'avoir collaboré avec les fascistes.